# Balmaceda chickeringi
Balmaceda chickeringi är en spindelart som beskrevs av Roewer 1951. Balmaceda chickeringi ingår i släktet Balmaceda och familjen hoppspindlar. Inga underarter finns listade.